# Scinax juruena
Scinax juruena — вид земноводних з роду Scinax родини райкових (Hylidae). Описаний у 2024 році.

## Поширення
Ендемік Бразилії. Мешкає на річкових островах на річці Журуена у штаті Мату-Гросу.

## Опис
Scinax juruena відрізняється від подібних видів наступною комбінацією ознак: довжина тіла 24,1–27,6 мм у дорослих самців; морда усічена дорсально; голосовий мішок дволопатевий і досягає рівня грудної складки; спина вкрита темно-коричневими плямами та нерівномірно розподіленими плямами, але без темних смуг на спині; відсутність поздовжньої смуги на стегні; червоно-коричнева горизонтальна смуга на райдужній оболонці; голосовий мішок покритий темними меланофорами або вкрапленнями.